# دبی آلن
 دبی آلن (انگلیسی: Debbie Allen؛ زادهٔ ۱۶ ژانویهٔ ۱۹۵۰) یک هنرپیشه، کارگردان، طراح رقص، و تهیه‌کننده اهل ایالات متحده آمریکا است. وی از سال ۱۹۷۶ میلادی تاکنون مشغول فعالیت بوده‌است.
از فیلم‌ها یا برنامه‌های تلویزیونی که وی در آن نقش داشته است می‌توان به رگتایم اشاره کرد.